# Öjenässjön
Öjenässjön är en sjö i Arvika kommun i Värmland och ingår i Göta älvs huvudavrinningsområde. Sjön är 26 meter djup, har en yta på 1,19 kvadratkilometer och befinner sig 114,6 meter över havet. Sjön avvattnas av vattendraget Öjenäsbäcken.

## Delavrinningsområde
Öjenässjön ingår i det delavrinningsområde (663726-131252) som SMHI kallar för Utloppet av Öjenässjön. Medelhöjden är 167 meter över havet och ytan är 6,58 kvadratkilometer. Det finns inga avrinningsområden uppströms utan avrinningsområdet är högsta punkten. Öjenäsbäcken som avvattnar avrinningsområdet har biflödesordning 3, vilket innebär att vattnet flödar genom totalt 3 vattendrag innan det når havet efter 286 kilometer. Avrinningsområdet består mestadels av skog (72 procent). Avrinningsområdet har 1,27 kvadratkilometer vattenytor vilket ger det en sjöprocent på 19,2 procent.